# Shetlandsponny
Shetlandsponnyn är en av världens minsta hästraser och kommer ursprungligen från Shetlandsöarna utanför Skottland.
Shetlandsponnyns ursprung är relativt okänt men troligtvis härstammar de från skandinaviska ponnyer och ponnyer som fördes från Asien av kelterna under 200-100-talet f.Kr. Under 1800-talet användes ponnyerna för att transportera torv, och senare i kolgruvor i Storbritannien, men har nu blivit populära som ridponnyer för barn, till körning och även i ponnygalopp, ponnytrav och inom cirkusen. Man kan även se shetlandsponnyer i djurparker och numera även som handikapphästar inom terapin.
Shetlandsponnyn är en lättfödd, smart och mycket sund ponny med  ett lätthanterligt men något egensinnigt temperament. De kan passa bra som barnponny men kan även köras av vuxna.
Shetlandsponnyn är mycket liten och blir oftast aldrig över 107 cm i mankhöjd men i förhållande till sin storlek är shetlandsponnyn ett av världens starkaste hästdjur. En mindre variant som aldrig blir över 86 cm i mankhöjd kallas för minishetlandsponny.

## Historia
Shetlandsponnyns ursprung är relativt okänd men genetiska tester har påvisat att shetlandsponnyn troligtvis har sitt ursprung i den utdöda, primitiva tundrahästen genom de snarlika yakutponnyerna från Ryssland som kommit till öarna. Detta på grund av inlandsisen som runt 8000 f.Kr. förband Norge med Shetlandsöarna. Detta har även gett teorier om att skandinaviska ponnyer vandrat över till öarna, t.ex. den primitiva och förhistoriska tatariska ponnyn. De genetiska testerna påvisade även detta då den norska nordlandshästen och svenska gotlandsrusset har samma genetiska grund. Även de primitiva tarpanerna kan ha vandrat över till öarna från mellersta Europa. Dessa vilda hästar domesticerades sedan och avlades både vilt, halvvilt och i fångenskap. 

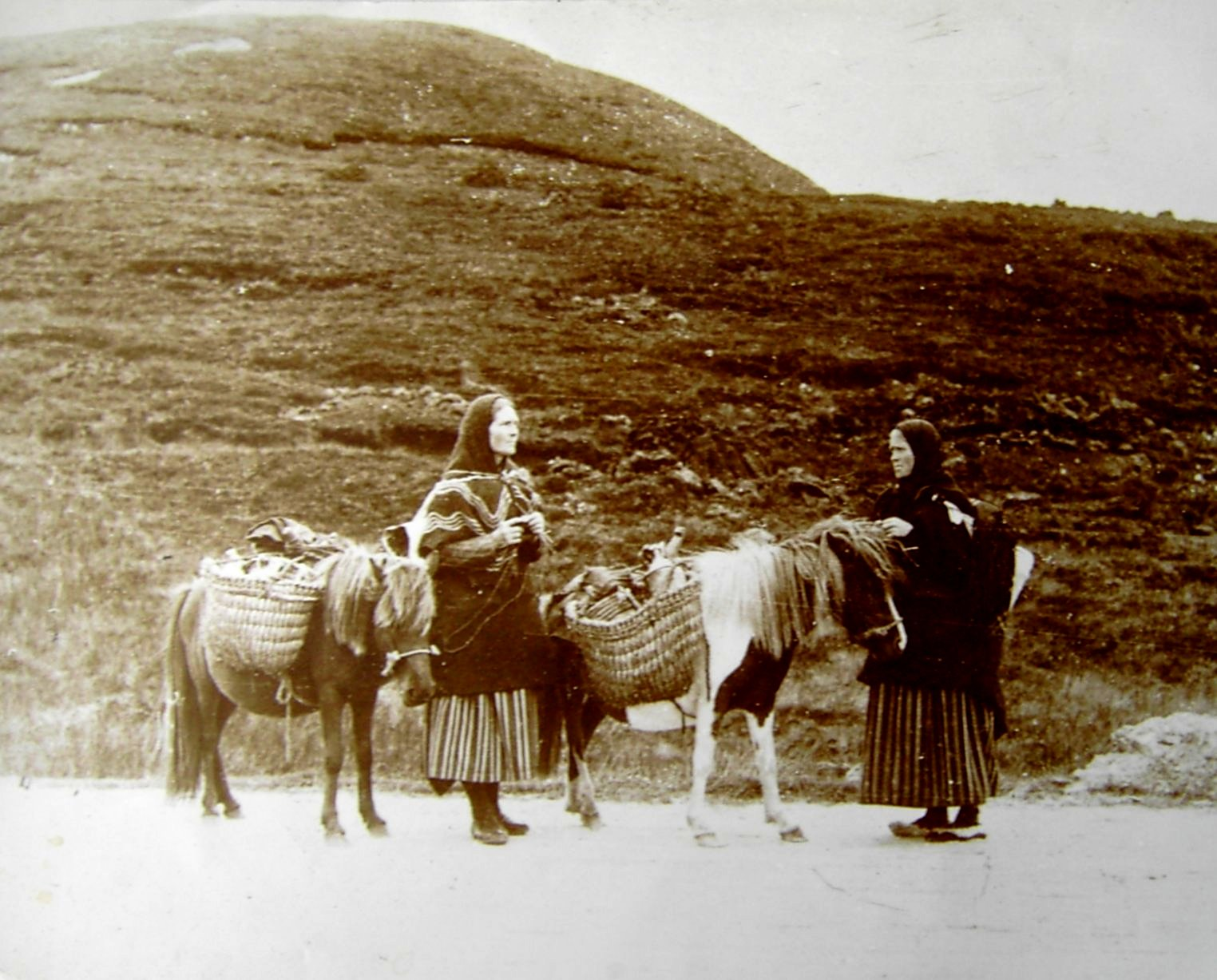
Shetlandsponnyer som används som packdjur på Shetlandsöarna, ca år 1900. Foto: Shetlandsmuseets fotografiska arkiv

Under år 200-100 f.Kr kan även orientaliskt blod från de keltiska ponnyerna ha blandats in i shetlandsponnyerna genom de keltiska bosättarna och säkert ännu mer blod från skandinaviska ponnyraser som togs med till Storbritannien av vikingarna. Bildstenar från 800-talet e.Kr visar män som rider på lätta ponnyer, som i jämförelse med männen inte kan ha varit mer än någon meter över marken. Efter andra världskriget hittade man även grottor i södra Frankrike med målningar på små dvärgponnyer som liknar shetlandsponnyn. 
Shetlandsponnyerna användes först inom jordbruket och till körning, klövjning och transport. Bland annat användes de till att transportera torv och kol, men ibland användes de även som ridponnyer, även till fullvuxna ryttare. Shetlandsponnyer exporterades även över hela världen som körponnyer, barnponnyer, som cirkusdjur och även som sällskapsdjur i parker och hos de kungliga hoven.
År 1847 förbjöds enligt lag kvinnor och barn att jobba i kolgruvorna i Storbritannien och efterfrågan på starka ponnyer som var tillräckligt små för gruvorna ökade, i och med den industriella revolutionen. De små shetlandsponnyerna passade utmärkt i storleken i gruvgångarna som enbart var 120 cm höga, och fick slita för att dra upp de tunga vagnarna. Shetlandsponnyerna fick oftast jobba hela sina liv i gruvorna och blev ofta blinda då de inte fick se dagsljus. En tyngre, grövre variant av shetlandsponny utvecklades specifikt för gruvarbete. 
Under mitten av 1800-talet skapades en hjord av shetlandsponnyer på halvön Sumburgh genom att korsa shetlandsponnyer med norska importerade Fjordhästar. 1855 importerades även en arabisk fullblodshingst och en mustanghingst till ön Fetlar för att utveckla en ny stam även där. Fetlarstammen var ädlare och med mindre och hade elegantare huvuden. Skäckfärgen och den ännu inte tillåtna tigrerade (prickiga) färgen i shetlandsponnyn kom härifrån och härstammar från mustangblodet som i sin tur har ärvt det från den berömda spanska hästen. Även Islandshästar kan ha använts vid aveln och gett ännu fler färger till shetlandsponnyn. Dessa två olika stammar har lett till att det idag fortfarande finns två olika versioner av shetlandsponnyerna. Dels den ursprungliga lilla kallblodsliknande ponnyn, samt en lite ädlare shetlandsponny som visar inflytande av ädlare raser.

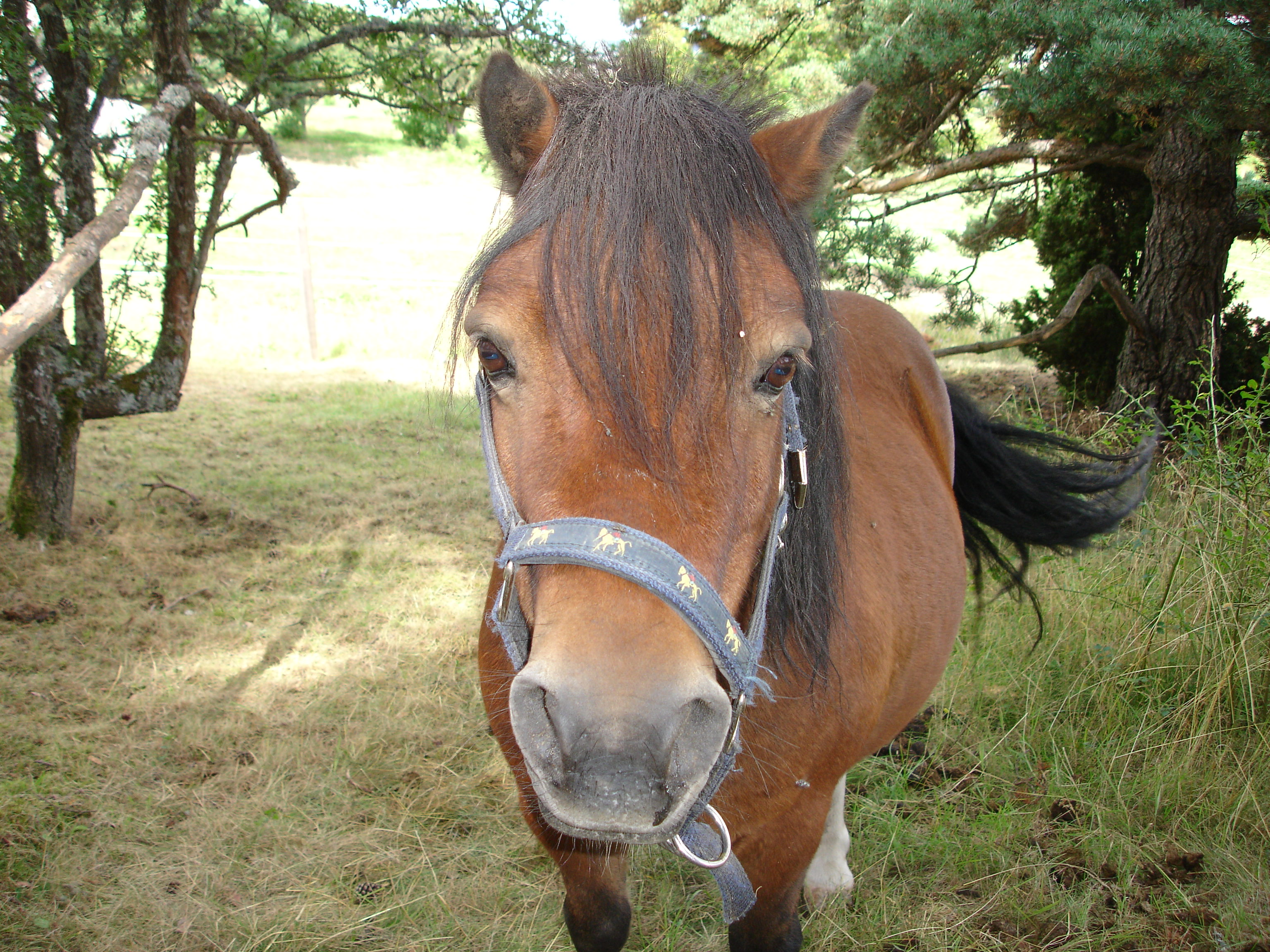
Hos vissa shetlandsponnyer syns det ädlare inslaget från Fetlarstammen tydligare med ädlare uttryck

Torsten Jeppsson skriver i sin bok "Shetland", om ridsport och hästar utgiven år 1984:
"I detta skede av storexport och inkorsningar, som sånär höll på att utrota den ursprungliga kallblodstypiska shetlandsponnyn, upprättade Markisen av Londonberry år 1873 planmässig avel i stuteriform på öarna Bressay och Noss. Ponnyerna av denna rastyp bildade grunden till talrika avelsuppfödningar också utanför Shetlandsöarna, framförallt i England och Skottland men också i andra europeiska länder och i USA. Londonberrystuterierna upplöstes 1896 men avelsmaterialet bevarades."
År 1890 startades den första föreningen för shetlandsponnyn i Storbritannien och stamboken öppnades för att hålla kontroll över aveln och för att kunna registrera renrasiga shetlandsponnyer. På så sätt blev även typen fixerad och rasen fick en standard som stoppade utavel med andra raser. 1957 startades även "Shetland Islands Premium Stallion Scheme", som hade till uppdrag att erbjuda avel på högklassiga hingstar för att ytterligare höja kvalitén hos rasen. 
Shetlandsponnyn har sedan dess mest använts som ridponny för barn men har även varit med i utvecklingen av många andra ponnyraser. I USA korsades shetlandsponnyn med Hackneyhästar för att få fram den lite ädlare amerikanska shetlandsponnyn och korsat med Appaloosa fick man fram den amerikanska ridponnyn. Även i Argentina var ponnyerna korsade med småväxta engelska fullblod för att få fram världens minsta hästras, Falabellan. Shetlandsponnyn är då världens näst minsta hästras.

## Utseende

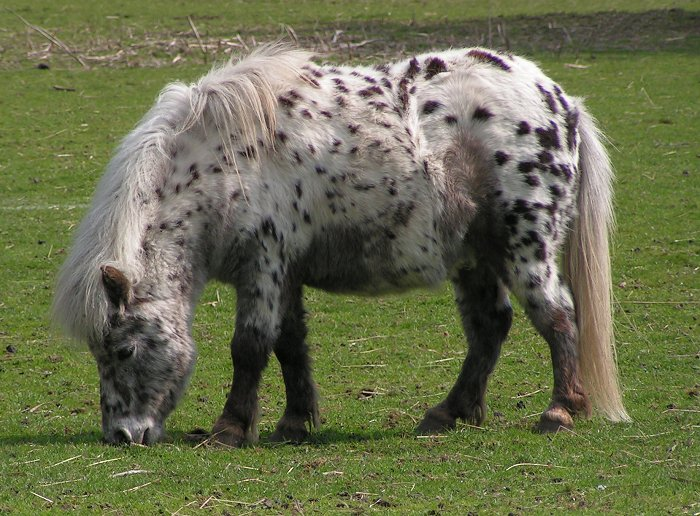
Den tigrerade färgen är inte tillåten inom rasen - en tigrerad shettis är inte en renrasig Shetlandsponny

Shetlandsponnyn brukar delas in i två grupper; den standardstora som har en mankhöjd på max 107 cm (den högsta tillåtna mankhöjden vid tre års ålder är 105 cm) samt minishetlandsponnyn på max 86 cm. 
Inom Shetlandsponnyrasen tillåts en viss variation i rastyp. Från att vara mycket lik ett kallblod med grövre benstomme, tjockare ben och tyngre huvud till en lite lättade modell, med smalare ben och ädlare huvud. En av de viktigaste och mest framträdande dragen hos Shetlandsponnyn är vitalitet (närvaro), kraftfullhet och sundhet.
Shetlandsponnyn förekommer i alla kända färger utom tigrerad. Den absolut vanligaste färgen hos shetlandsponnyer är svart, fux och brun. Skäck och skimmel förekommer också ganska ofta. 
Rasen är väl lämpad för avel, utställning, ridning, körning, trav och galopp. Med andra ord en väldigt användbar häst i litet format.

## Officiell rasstandard
Höjd: 107 cm är högsta tillåtna mankhöjd vid 4 års ålder eller äldre. 105 cm är högsta tillåtna mankhöjd vid 3 års ålder.
Färg: Alla färger utom tigrerad.
Hårrem: Sommarhalvåret, kort och glänsande. Vinterhalvåret, långt täckhår och därunder kort, rättuppstående hår. Man, pannlugg och svans skall bestå av mycket rikligt, rakt hår. Hovskägget rakt och rikligt.
Huvud: Huvudet bör vara litet, bäras fritt och vara proportionerligt. Öronen bör vara små, rättuppstående och brett ansatta, pekande framåt. Pannan bör vara bred med intelligenta, stora, mörka ögon. Bred näsrygg med rymliga, öppna näsborrar. Tänder och käke skall vara korrekta.
Kropp: Halsen skall vara väl ansatt mot bogen, vilken i sin tur skall vara sluttande, ej stupande och sluta i en väl markerad manke. Kroppen skall vara stark, väl välvda revben, stark och muskulös länd. Korset skall vara brett och långt med en väl ansatt svans.
Framben: Korrekta, grova med stark överarm och korta, breda skenor. Starka elastiska kotor.
Bakben: Skanken skall vara stark och välmusklad med välformad has som varken är krokig eller alltför rak. Sedd bakifrån skall bakbenen ej vara för vitt skilda, hasen ej vinklad inåt.
Hovar: Hovarna skall vara hårda, runda, välformade.
Rörelser: Korrekta, fria rörelser där varje led används. Väl följande sitt spår.
Allmänt intryck: En av de viktigaste, mest framträdande dragen hos Shetlandsponnyn är vitalitet (närvaro), kraftfullhet och sundhet.

## Egenskaper och karaktär

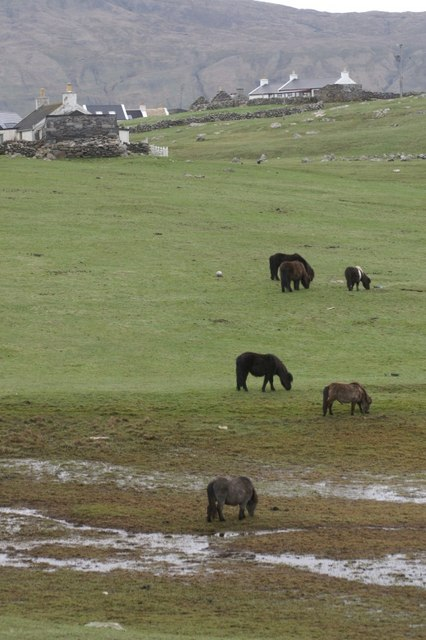
Shetlandsponnyer

Beträffande de anatomiska och psykologiska egenskaperna står shetlandsponnyn mycket nära kallblodets. De personifierar starkt en typ som särskilt utmärkes genom en djup och bred bål, en stark revbensvälvning, en utpräglad tendens till kluvet kors och i sin helhet sluten kroppsbyggnad. Shetlandsponnyn är en verklig dvärg, hos vilken en likartad, harmonisk förminskning av alla kroppsdelarna har inträtt. Bristen på sporrar, på uthålligheten och styrkan samt hårremmen tyder på ett nära släktskap med vildhästen.
Shetlandsponnyn används inte bara till avel och utställning utan passar också utmärkt som bruksponny. Shettisar är väldigt envisa och busiga av naturen, men med rätt uppfostran och utbildning blir shetlandsponnyn en mysig kompis till hela familjen, perfekt för minstingen att ta de första ridturerna på, till stora syskonen att köra trav med och till söndagsutflykterna i vagn med mamma och pappa. Många vuxna tävlar med shetlandsponnyer i körning. I trav tävlar shetlandsponnyerna i SM och årgångslopp som Derbyt och Kriteriet precis som de stora hästarna. Shetlandsponnyer tävlar också i galopp och många är duktiga i hoppning.

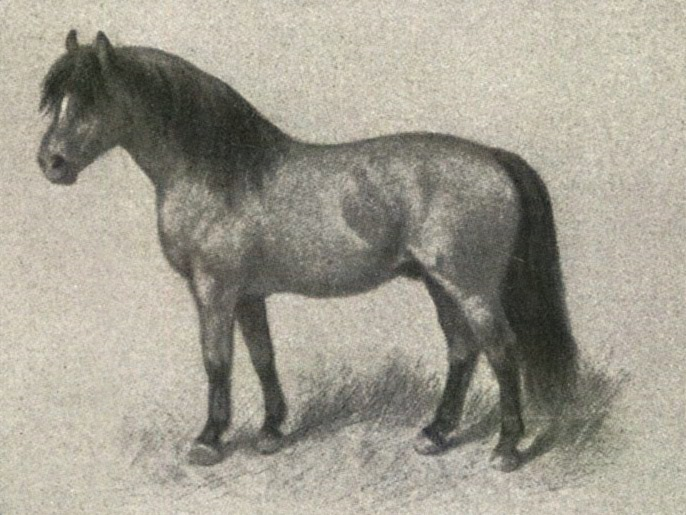
Bild från Nordisk familjebok.

Rasen har härdats under århundraden på de karga, stormiga, vindbitna Shetlandsöarna. Det är mycket troligt att ett urval av små men ytterst motståndskraftiga och konstitutionshårda hästar har ägt rum på grund av ytterst ogynnsamma klimat och jordförhållanden. Shetlandsponnyerna har för att överleva detta klimat också utvecklat en mycket kraftig och lång vinterpäls som även är extremt vattentät. 
En shetlandsponny når ej sällan så hög ålder som 30 år, och den kan mycket väl vara fertil och produktiv upp till 25 års ålder. Shetlandsponnyer beräknas vara fullvuxna vid cirka 4-5 års ålder.
I Sverige finns cirka 12 000 registrerade shetlandsponnyer varav cirka 170 hingstar och cirka 1 800 ston i avel, vilket gör shetlandsponnyn till den till antalet största ponnyrasen i Sverige.
Källa: Sveriges Shetlandssällskaps hemsida

## Användning

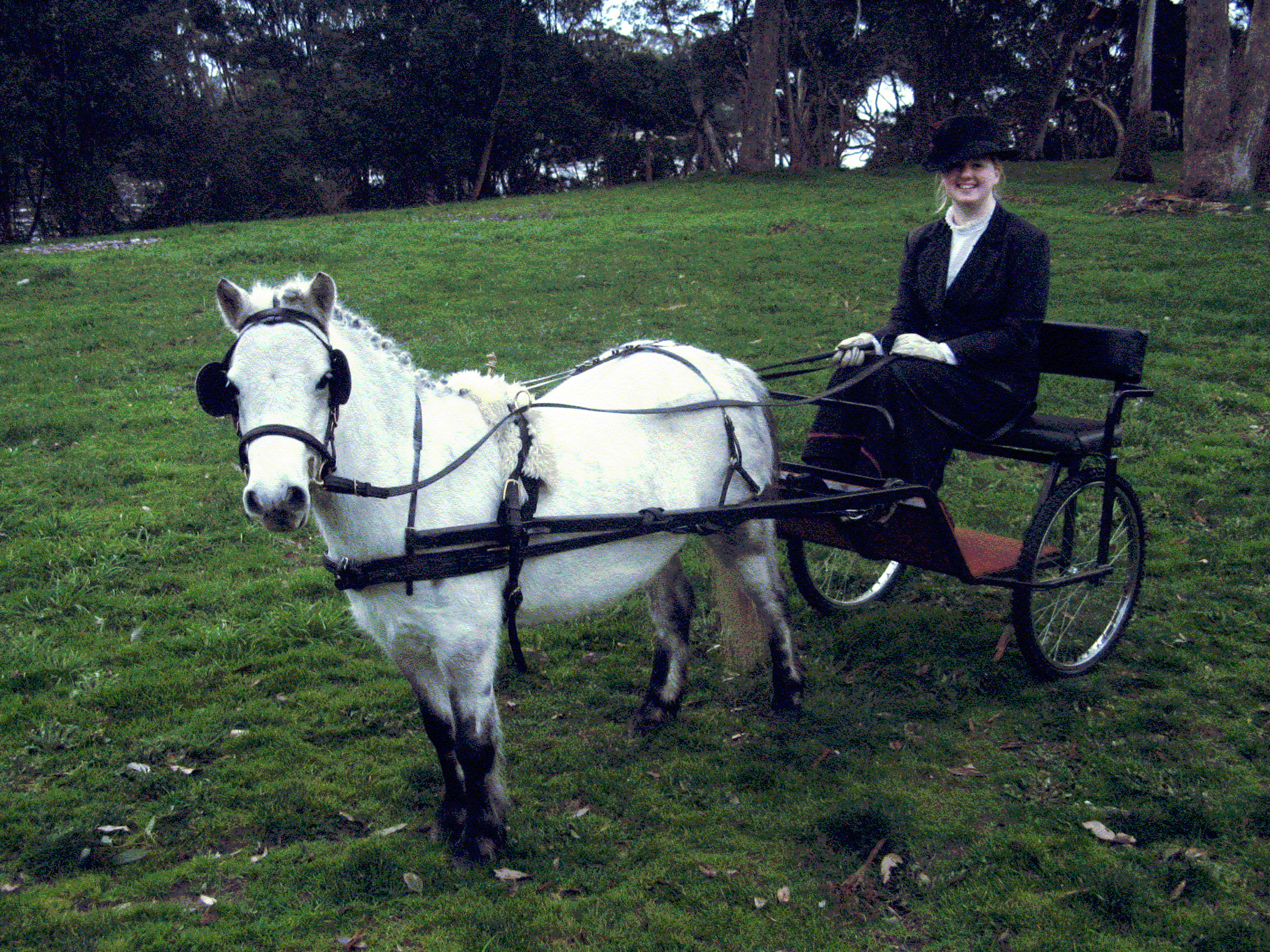
Shetlandsponnyer är utmärkta att köra i uppvisningar, tävlingar eller för nöje.

Shetlandsponnyerna användes från början som gruvhästar, men numera är det främst ridning och körning som gäller. De är mycket populära barnhästar, då deras storlek och temperament är idealiskt för små barn. 
Shettisens envisa och busiga, men ändå lugna och trygga temperament, gör dem till en väldigt bra ridskoleponny.
Shetlandsponnyn används även mycket till ponnytrav och ponnygalopp och inom cirkusen. 
Shetlandsponnyn är även mycket populär att visa upp vid olika utställningar och shower. I Sverige anordnas årligen ett tjugotal olika shetlandsponnyutställningar.
Shetlandsponnyernas storlek och lugna temperament har även lett till att äldre Shetlandsponnyer som inte rids längre får gå som sällskapsponnyer till andra hästar och de har ofta en mycket lugnande påverkan på större hästar. Det är även vanligt att se Shetlandsponnyer i djurparker, inom ponnyridning och ofta på ridskolor. Men shetlandsponnyer kan även tävla, både på lättare och höga nivåer, då de bland annat är duktiga hoppare och suveräna körponnyer.

## Minishetlandsponnyn
De exemplar som växer sig under 86 cm i mankhöjd kallas oftast minishetlandsponny och ser ut som en vanlig shetlandsponny (vilket den också är) i exteriören men är mycket mindre. Varianten har tillkommit genom att man avlat på de minsta exemplaren av shetlandsponnyer. Minishetlandsponnyerna får vara högst 86 cm i mankhöjd och är därför inte lämpliga för ridning. Istället är det vanligare att se dem som rena sällskapsdjur och på utställningar. En del kan även dra lättare vagnar och användas som handikapphästar inom terapin.